# Saulxures (Bajo Rin)
Saulxures es una localidad y comuna francesa, situada en el departamento de Bajo Rin en la región de Alsacia.

## Demografía
| 352 | 359 | 384 | 391 | 393 | 457 | 461 |
| Para los censos de 1962 a 1999 la población legal corresponde a la población sin duplicidades (Fuente: INSEE [Consultar]) |     |     |     |     |     |     |

## Geografía
Altitud: 535 m 

## Historia
Los primeros registros históricos del pueblo datan del siglo XIV, en esa época era parte del condado de Salm. En la división de soberanía entre las dos ramas familiares, Saulxures vence a Juan IX de Salm, cuya parte regresa, por herencia, a la casa de Lorena, a la cual pertenece hasta 1751,fecha de una nueva partición que la incorpora al principado de Salm.
Anexada a Francia e incluida en el departamento de los Vosgos se separa de ellos por el tratado de Fráncfort en 1793.